# الجمعية الأمريكية لطب الأطفال
الجمعية الأمريكية لطب الأطفال (APS)، هي أول جمعية لطب الأطفال تأسست في أمريكا الشمالية. تأسست الجمعية الأمريكية لطب الأطفال في عامِ 1887م، وهي تسعى إلى تحقيق رؤية لمجتمع متفاعل وشامل ومؤثر من قادةِ فكر أطباء الأطفال. تتمثل مهمة الجمعية الأمريكية لطب الأطفال في تشكيلِ مستقبل طب الأطفال الأكاديمي من خلالِ إشراك قادة متميزين في مجال صحة الطفل.

## الجوائز والتكريمات
- منحت جائزة جون هاولاند، التي تعتبر أعلى تكريم تمنحه وكالة الأنباء الأمريكية، منذ عام 1952 لتكريم أولئك الذين، من خلال مساهمتهم في طب الأطفال، ساعدوا في تقدمه.

## روابط خارجية
- الموقع الرسمي